# 南寧駅
南寧駅（なんねいえき/中国語簡体字：南宁火车站/正体字：南寧火車站）は中華人民共和国広西チワン族自治区南寧市西郷塘区にある中国国家鉄路集団（CR）南寧局が管轄する駅である。
本項では、近接する南寧軌道交通の火車駅駅（かしゃえきえき）についても記述する。

## 所属路線
中国国家鉄路集団
湘桂線：衡陽駅起点より793km、憑祥駅終点まで220km
南昆線：本駅起点、江西村駅まで湘桂線と共用、昆明駅終点まで828km
南防線：本駅起点、南寧南駅まで湘桂線と共用、防城港駅終点まで183km
柳南都市間鉄道：柳州駅起点より227km、本駅が終点
南昆旅客専用線：本駅起点、昆明駅終点まで715km
南広線：本駅起点、広州南駅終点まで576km
南寧軌道交通
■1号線
■2号線

## 歴史
- 1951年2月 - 中国国鉄の駅が開業した。
- 1978年 - 増改築した。[1]
- 1998年 - 増改築した。[1]
- 2013年
  - 3月5日 - 中国国鉄解体。
  - 3月14日 - 中国鉄路総公司が発足。中国国鉄の駅は中国鉄路総公司（現：中国国家鉄路集団）の駅となる。
- 2016年12月28日 - 南寧軌道交通1号線の駅が開業した。
- 2017年12月28日 - 南寧軌道交通2号線の駅が開業した。

## 駅構造

### 中国国家鉄路集団
単式ホーム1面、島式ホーム2面を持つ地上駅である。

### 南寧軌道交通
地下3階に島式ホーム2面4線を方向別配線で共有している。外側2線が1号線で、内側2線が2号線である。それぞれの白蒼嶺/明秀路方面および朝陽広場方面の列車は同一ホームで乗り換えが可能である。

## 利用状況
本駅は湘桂線、南昆線、南防線、南広線、柳南都市間鉄道、南昆旅客専用線の旅客、貨物を扱う特等駅である。2009年3月現在、69本の旅客列車が発着し、8本を除き始発列車か終着列車である。また、湘桂線には隘口駅から中越国境を越え、ドンダン駅（同登）を経てハノイ近郊のザーラム駅に向かうT8701/8702次列車が運行されている。

### 特別列車の入線
2019年2月26日の早朝、米朝首脳会談のためにベトナムへ向かう朝鮮民主主義人民共和国最高指導者専用列車が南寧駅に入線。この際、金正恩がホームに降りて煙草を吸う様子がジャパン・ニュース・ネットワーク（TBS系）により撮影、報道された

。このため南寧駅では、復路でもホームが撮影されないよう急遽、目隠し用フェンスの工事が行われた。

## 駅周辺
- 銀河商場
- 銀河大酒店
- 恒川大酒店
- 天湖酒店
- 南寧民航飯店

## 隣の駅
中国国家鉄路集団
湘桂線・南広線
南寧東駅 - 南寧駅 - 南化駅
南昆線
南寧駅 - 南化駅
南防線
南寧駅 - 南化駅
柳南都市間鉄道
南寧東駅 - 南寧駅
南昆旅客専用線
南寧西駅 - 南寧駅
南寧軌道交通
■1号線
白蒼嶺駅 - 南寧駅 - 朝陽広場駅
■2号線
明秀路駅 - 南寧駅 - 朝陽広場駅